# 토머스 심프슨

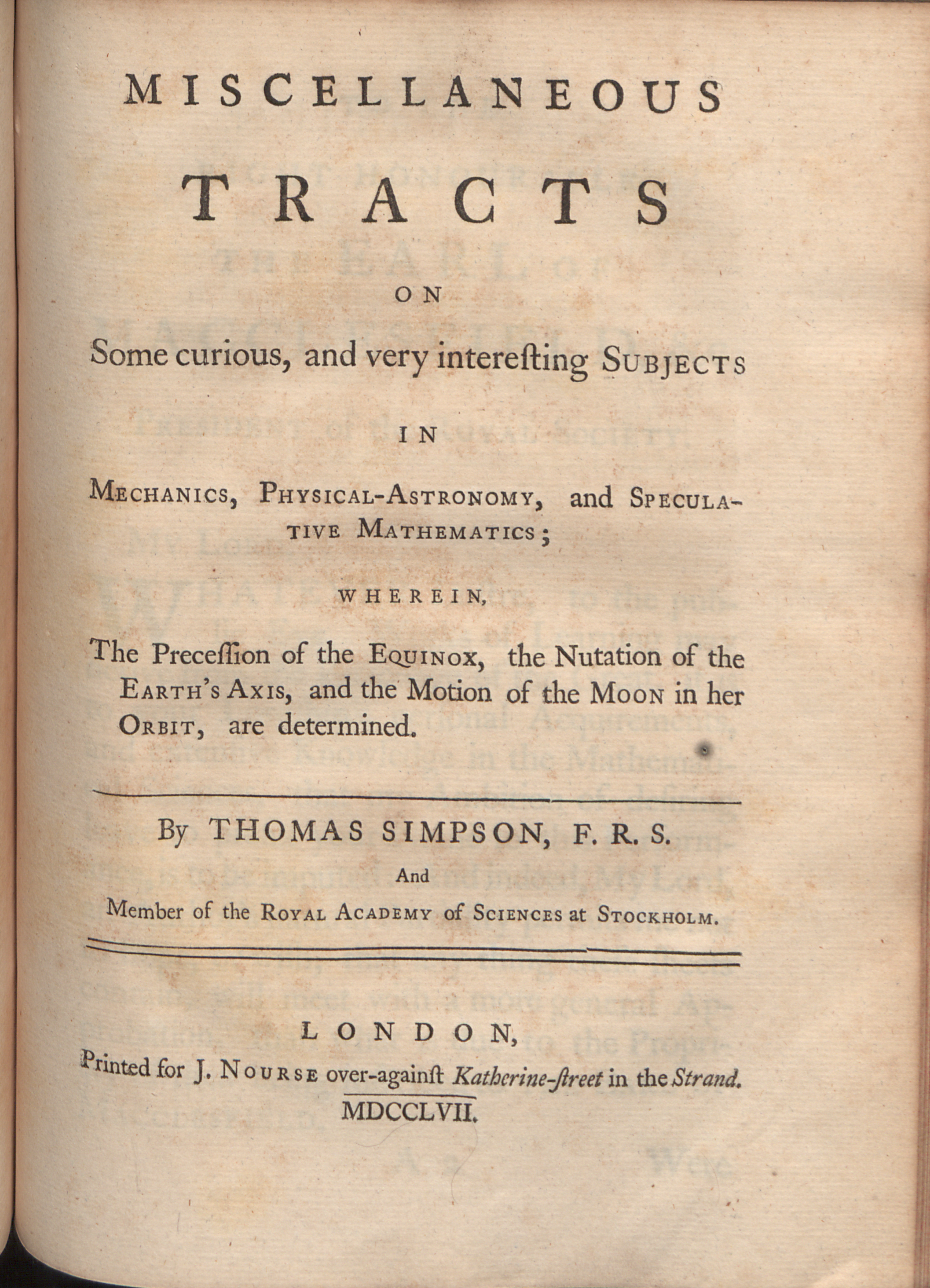
Miscellaneous tracts, 1768

토머스 심프슨(영어: Thomas Simpson, 1710년 8월 20일 ~ 1761년 5월 14일)은 영국의 수학자, 발명가이다. 적분의 근사값을 구하는 심프슨 공식을 고안했다. 다만 이것이 심프슨의 업적인지는 논쟁이 있다. 공식의 원리 자체는 요하네스 케플러가 100년 정도 먼저 발견했다. 때문에 독일에서는 심프슨 공식을 "케플러의 통 법칙"이라고도 한다.

## 같이 보기
- 확률